# Vila Ladislava Sutnara
Vila Ladislava Sutnara stojí ve vilové kolonii na Babě v Praze 6-Dejvicích na rohu ulic Průhledová a Nad Paťankou. Od roku 2000 je chráněna jako nemovitá kulturní památka České republiky.

## Historie
Funkcionalistický rodinný dům pro grafického designéra Ladislava Sutnara byl postaven v letech 1931–1932 podle projektu architekta Oldřicha Starého; interiéry navrhl architekt Ladislav Žák.
Po nacistické okupaci zůstal Sutnar trvale v USA a vilu daroval svým nezletilým synům. V roce 1954 byla nad domem vyhlášena národní správa a o rok později vilu odkoupil akademický malíř a restaurátor Karel Mezera. Pro něj v roce 1969 navrhl architekt Karel Lodr novostavbu garáží a ateliéru, situovanou v dolní části zahrady.

## Popis
Dvoutraktový dům má polozapuštěný suterén, dvě nadzemní podlaží a střešní terasu. Skelet je železobetonový, na jižní straně je stavba osazena na pilotách.
Dům je příčně rozdělen na obytnou část a ateliér. Obytná část je otevřená, uzavřená ateliérová část zasahující do výše poloviny patra má pouze pásové okno v přízemí a zbytek ateliéru je osvětlen vysokým severním oknem. Ložnice jsou umístěny do nejvyššího podlaží. Suterénní prostory sloužily zejména pro skladování a provozní účely.
Na severní straně domu je nová přístavba garáže.